# Epilineutes globosus
Genre
Espèce
Synonymes
- Andasta globosa O. Pickard-Cambridge, 1896

Epilineutes globosus, unique représentant du genre Epilineutes, est une espèce d'araignées aranéomorphes de la famille des Theridiosomatidae.

## Distribution
Cette espèce se rencontre du Mexique au Brésil. Elle a été observée au Mexique au Tabasco et au Chiapas, au Guatemala, au Costa Rica, au Panama, en Colombie, en Équateur, au Pérou et au Brésil dans l'État de Rio de Janeiro.

## Description
Les mâles mesurent de 1,5 à 1,9 mm et les femelles de 1,7 à 2,6 mm.

## Publication originale
- O. Pickard-Cambridge, 1896 : Arachnida. Araneida. Biologia Centrali-Americana, Zoology. London, vol. 1, p. 161-224 (texte intégral).
- Coddington, 1986 : The genera of the spider family Theridiosomatidae. Smithsonian Contributions to Zoology, no 422, p. 1-96 (texte intégral).